# Jack Davenport
Pour les articles homonymes, voir Davenport.
Jack Davenport, né le 1er mars 1973 à Wimbledon, quartier de Londres (Angleterre, Royaume-Uni),  est un acteur et producteur britannico-américain.

## Biographie

### Carrière
Jack Davenport commence réellement sa carrière outre-manche grâce au feuilleton télévisé La Vie en face (This Life) diffusé sur BBC Two en 1996 et 1997. Un téléfilm de réunion This Life + 10, avec la plupart des membres de la distribution originale, a été diffusé début 2007. Avec cette série, Jack Davenport obtient une grande notoriété au Royaume-Uni qui est confortée par sa participation à de nombreuses autres séries anglaises à succès telles que Ultraviolet, série fantastique diffusée par Channel 4 et Coupling (Six Sexy en français), sitcom particulièrement réussie diffusée sur BBC Two.
De manière internationale, l'acteur britannique est plus particulièrement connu pour son rôle de James Norrington dans les trois premiers épisodes de la franchise de films Pirates des Caraïbes où il joue aux côtés de Johnny Depp, Orlando Bloom et Keira Knightley.

### Vie privée
Jack est le fils de l'acteur Nigel Davenport et l'actrice Maria Aitken (en), et le petit-fils de Penelope Aitken. Il est marié à l'actrice Michelle Gomez depuis le 1er mai 2000. Elle donne naissance à leur fils, Harry, en 2010.

## Filmographie

### Comme acteur

#### Cinéma
- 1997 : Créatures féroces (Fierce Creatures) : Student Zoo Keeper
- 1998 : La Malédiction de la momie (Tale of the Mummy) : Détective Bartone
- 1998 : La Sagesse des crocodiles (The Wisdom of Crocodiles) : Sergent Roche
- 1999 : Ticks :
- 1999 : The Cookie Thief : un homme
- 1999 : Le Talentueux Mr Ripley : Peter Smith-Kingsley
- 2001 : Look : Stanley
- 2001 : Gypsy Woman : Leon
- 2001 : Not Afraid, Not Afraid : Michael
- 2001 : Subterrain : un homme d'affaires
- 2001 : Offending Angels : Rory
- 2001 : The Bunker : LCpl. Ebert
- 2003 : Pirates des Caraïbes : La Malédiction du Black Pearl : Commodore James Norrington
- 2004 : Terrible Kisses : Man
- 2004 : Rochester, le dernier des libertins (The Libertine) : Harris
- 2005 : Un homme à tout prix (The Wedding Date) : Edward Fletcher-Wooten
- 2005 : A Higher Agency : John
- 2006 : Pirates des Caraïbes : Le Secret du coffre maudit : James Norrington
- 2007 : Pirates des Caraïbes : Jusqu'au bout du monde : Amiral James Norrington
- 2009 : That Deadwood Feeling : Jack
- 2009 : Good Morning England (The Boat That Rocked) : Trou de balle (Twatt)
- 2014 : Kingsman : Services secrets (Kingsman: The Secret Service) de Matthew Vaughn : Lancelot
- 2016 : Gernika de Koldo Serra : Vasyl
- 2017 : Lady Gun Fighter (The Stolen) de Niall Johnson : Joshua McCullen

2023 : Bonus track de Julia Jackman : Jeffrey

#### Télévision
- 1996 : La Vie en face (This Life) (série télévisée) : Miles Stewart
- 1997 : The Moth (en) (téléfilm) : Robert Bradley
- 1998 : Macbeth (téléfilm) : Malcolm
- 1998 : Ultraviolet (série télévisée) : Détective Sergent Michael Colefield
- 2000 : The Wyvern Mystery (téléfilm) : Harry Fairfield
- 2000 : Six Sexy (Coupling) (série télévisée) : Steve Taylor
- 2002 : Dickens (série télévisée) : Charley Dickens
- 2003 : Eroica (téléfilm) : Prince Lobkowitz
- 2003 : The Welsh Great Escape (téléfilm) : le narrateur
- 2004 : Miss Marple (série télévisée) : Superintendent Harper (épisode 1.01 : Un cadavre dans la bibliothèque)
- 2005 : Mary Bryant (téléfilm) (mini-série) : Lt Ralph Clarke
- 2007 : This Life + 10 (téléfilm) : Miles Stewart
- 2008 : Swingtown (série télévisée) : Bruce Miller
- 2009 - 2010 : Flashforward (série télévisée) : Pr Lloyd Simcoe
- 2012 - 2013 : Smash (série télévisée) : Derek Wills (rôle principal)
- 2013 : Breathless (série télévisée) : Otto Powell
- 2014 : The Good Wife (série télévisée) : Frank Asher (épisode 5.13)
- 2019 - 2021 : Why Women Kill (série télévisée) : Karl Grove (rôle principal saison 1, 10 épisodes) / le narrateur (rôle principal saison 2, 10 épisodes)
- depuis 2019 : The Morning Show : Jason Craig (rôle récurrent)
- 2024 : Elsbeth (série télévisée) : Sam (épisode 2.05 :Cheffe, oui Cheffe ! )

### Comme producteur
- 1999 : Ticks
- 2001 : Subterrain

## Voix françaises
En France, Jean-Pierre Michaël est la voix française la plus régulière de Jack Davenport.
| - Jean-Pierre Michaël dans : - Pirates des Caraïbes : La Malédiction du Black Pearl - L'Incroyable Voyage de Mary Bryant (téléfilm) - Pirates des Caraïbes : Le Secret du coffre maudit - Pirates des Caraïbes : Jusqu'au bout du monde - Swingtown (série télévisée) - Why Women Kill (série télévisée) - The Assassin (série télévisée) | Et aussi - Guillaume Orsat dans Six Sexy (série télévisée) - Stéphane Miquel dans Rochester, le dernier des libertins - Christian Gonon dans Good Morning England - Tony Joudrier dans Smash (série télévisée) - Loïc Houdré dans White Famous (série télévisée) - Jérôme Pauwels dans The Morning Show (série télévisée) |